# Christkönigsfest

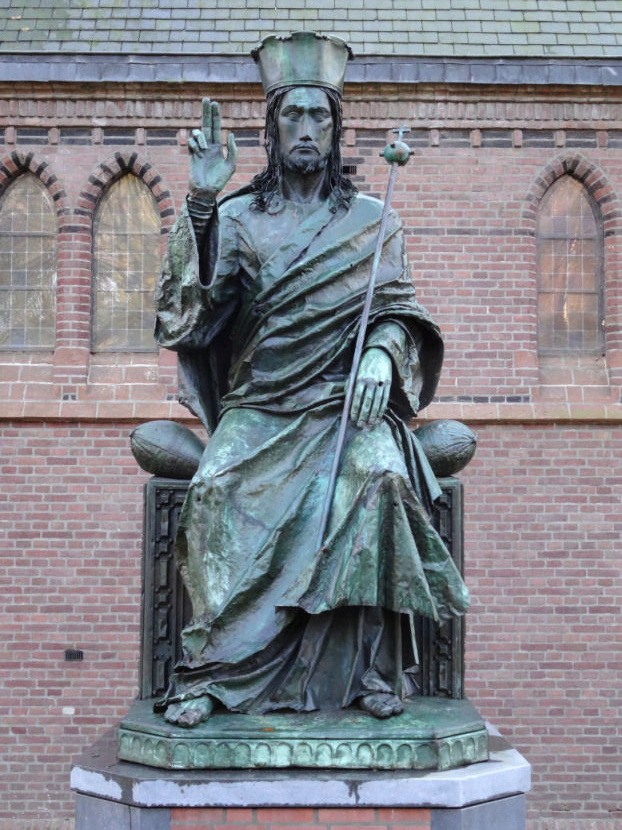
Christkönigsskulptur von Jan Eloy und Leo Brom an der St.-Martins-Kirche in Groningen (1936)

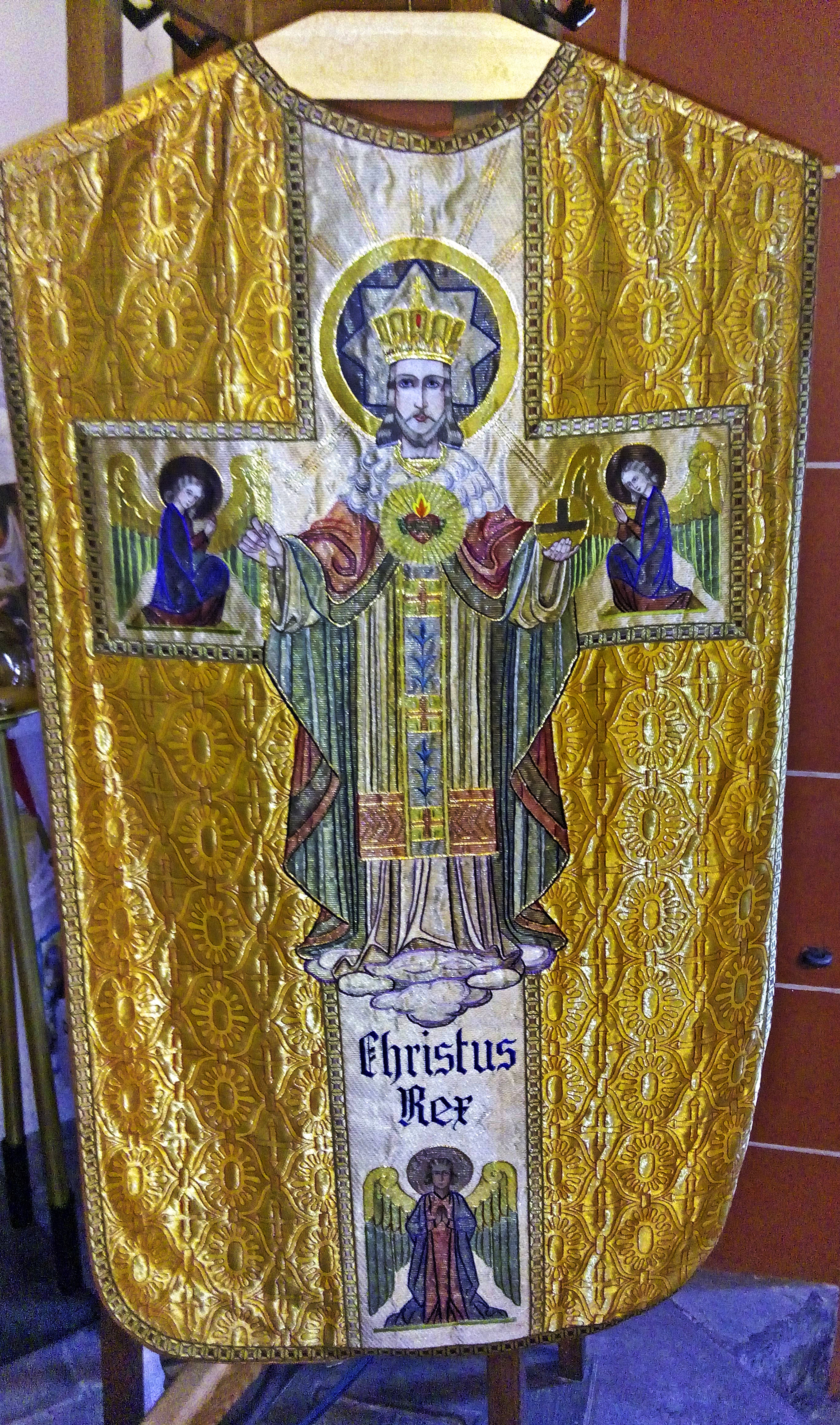
Messkasel mit dem Christus-König-Motiv (um 1930)

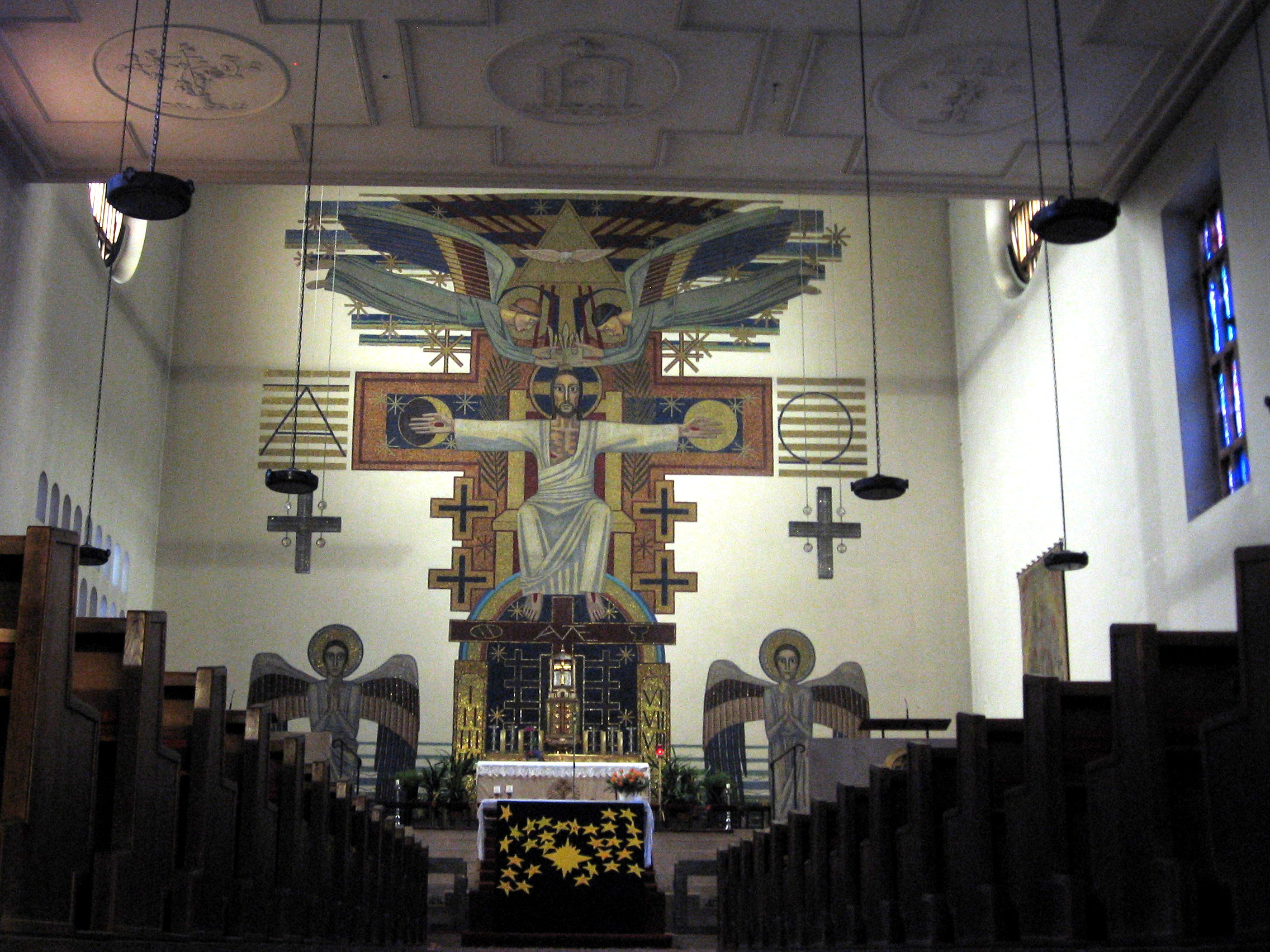
Christkönigsmosaik (1936) in der Pfarrkirche Neufünfhaus, Wien

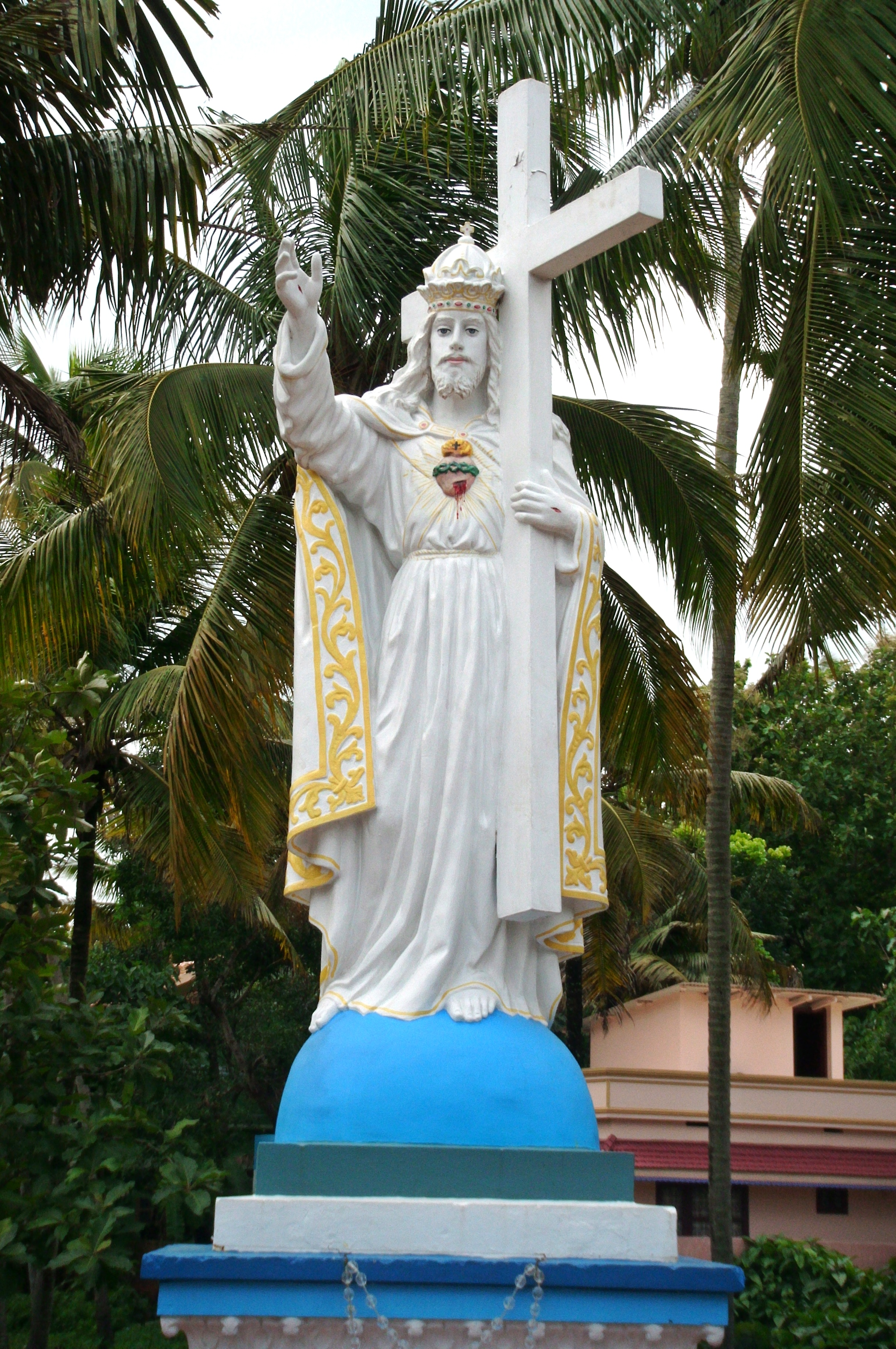
Christkönigsstatue (1944) in Kanjiracode, Distrikt Kollam, Kerala (Indien)

Das Christkönigsfest (lateinisch Sollemnitas Domini Nostri Iesu Christi Universorum Regis, „Hochfest unseres Herrn Jesus Christus, des Königs des Weltalls“, vollständig „Hochfest Christus, König der Welt“), auch Christkönigssonntag oder Christkönig, ist in der katholischen Kirche ein Hochfest. In der römisch-katholischen Kirche, den anglikanischen Kirchen sowie in vielen englischsprachigen lutherischen Kirchen wird es am letzten Sonntag des Kirchenjahres gefeiert.

## Geschichte

### Einführung als neues Fest im Jahr 1925
Das Christkönigsfest, ein Ideenfest, wurde in der römisch-katholischen Kirche anlässlich des Heiligen Jahres 1925 zur 1600-Jahr-Feier des Konzils von Nicäa 325 von Papst Pius XI. mit seiner Enzyklika Quas primas vom 11. Dezember 1925 eingesetzt, wenige Jahre nach dem Untergang von König-, Kaiser- und Sultansreichen mit dem Ende des Ersten Weltkriegs in Deutschland, Österreich-Ungarn, Russland und der Türkei. Das Fest wurde erstmals am 31. Dezember 1925 gefeiert und dann jeweils am letzten Sonntag im Oktober. Im Zuge der Liturgiereform des Zweiten Vatikanischen Konzils wurde das Fest 1970 auf den letzten Sonntag des Kirchenjahres Ende November verlegt. Zugleich wurde in den liturgischen Texten die Königsherrschaft Christi stärker unter dem eschatologischen Aspekt betont.

### Motiv: Kampf gegen den Laizismus
Papst Pius XI., dessen Wahlspruch Pax Christi in regno Christi („der Friede Christi im Reich Christi“) lautete, verband mit der Einführung des Festes 1925 das Ziel, es solle „den Irrtum des Laizismus bekämpfen“ und „dem Versagen der Katholiken steuern“, welches sich in „Gleichgültigkeit und Furchtsamkeit der Guten“ äußere, „die des Kampfes sich enthalten oder nur schwachen Widerstand (gegen den Laizismus) leisten. Dadurch werden aber die Feinde der Kirche umso unverfrorener und verwegener“. Er sprach dabei auch von „Eifersüchteleien unter den Völkern, die eine friedliche Wiederversöhnung noch weitgehend behindern“ und einer „Zügellosigkeit der Leidenschaften und Begierden, die sich nicht selten unter der Maske der Vaterlandsliebe verbergen“. Jährliche Gedächtnistage wie dieser hätten „wirksamen Einfluss auf die Belehrung des Volkes in Glaubenssachen“.

### Motiv: Soziales Königtum Christi
Das Motiv des „sozialen Königtums Christi“ war aus der im 19. Jahrhundert stark propagierten Herz-Jesu-Verehrung erwachsen. Der französische Jesuit Henri Ramière gründete 1882 die Gesellschaft von der sozialen Herrschaft Jesu Christi, die 1920 in Bruderschaft des Christkönigs umbenannt wurde. Es gab in Theologie und Frömmigkeit eine (von Marthe de Noaillat angestoßene) breite Bewegung, die den Gedanken förderte und Petitionen an den Heiligen Stuhl richtete, ein Fest „Christi Königstag“ oder „Christus, König der Nationen“ einzuführen. Solche Petitionen hatte es bereits während des Pontifikats von Papst Leo XIII. († 1903) gegeben; nach dem Ende des Ersten Weltkriegs votierten dann über 600 Bischöfe und Ordensobere in diese Richtung. Es gab allerdings auch Stimmen, die ein neues Fest nicht für nötig ansahen, da das Fest der Erscheinung des Herrn als das „geborene Fest des Christkönigs“ gelten könne.
Nach Verkündigung des Festes durch den Papst setzte eine rege Vorbereitungswelle auf den ersten Festtermin im Oktober 1926 ein. Die 65. Deutsche Katholikenversammlung am 22. bis 24. August 1926 in Breslau stand unter dem Leitwort „Christus – König“.

### Christkönigsverehrung der katholischen Jugend
In der Weimarer Republik und in der Zeit des Nationalsozialismus spielte die Christkönigsverehrung bei der katholischen Jugend eine große Rolle. Entgegen dem Führerkult der säkularen Gesellschaft in den 1930er-Jahren setzten junge Katholiken mit Prozessionen und Feiern ein Zeichen gegen die Ideologie des Nationalsozialismus. Seit Beginn des 20. Jahrhunderts hatten am Dreifaltigkeitssonntag, dem Sonntag nach Pfingsten, die katholischen Jugendverbände an zentralen Orten den so genannten Bekenntnissonntag gefeiert. Im Rahmen von Gottesdiensten mit Fahnenabordnungen und durch das Tragen ihrer Uniformen bekannten sie ihre Zugehörigkeit zu Jesus Christus und boten auf diese Weise ein Zeichen gegen die diktatorische, faschistoide Vereinskultur. Als die Nationalsozialisten das Reichssportfest auf diesen Termin legten, mussten die Jugendverbände ausweichen. Sie wählten stattdessen das Christkönigsfest am letzten Sonntag im Oktober als Termin für den Bekenntnissonntag.

### Patrozinium
Nach der Einsetzung des Festes durch Papst Pius XI. wurden zahlreiche Kirchen mit dem Patrozinium Christi, des Königs, geweiht, die vermutlich erste bereits im November 1926 in Bischofsheim bei Mainz (siehe Christkönig (Bischofsheim)).

## Theologische Begründung
Das Fest betont nach den Umwälzungen infolge des Ersten Weltkriegs und dem fast gleichzeitigen Ende aller vier großen Monarchien Europas die wahre Königsherrschaft Christi. Die Christkönigsverehrung steht, so der Liturgiker Christoph Joosten, im Spannungsfeld zwischen Frömmigkeit und Politik. Das Fest soll die Königsherrschaft Gottes herausstellen, ohne dabei in eine exaltierte Beanspruchung weltlicher Macht zu gelangen. Daher ist das Fest einerseits mit dem Königtum Jesu Christi über das Volk Gottes (Israel) verknüpft, aber auch mit der Passion Christi und dem Motiv des leidenden Königs: „Pilatus fragte ihn: Bist du der König der Juden? Er antwortete ihm: Du sagst es“ (Lk 23,3 ). Jesus beansprucht die Königsherrschaft vor Pilatus, lässt sich aber eine Dornenkrone statt einer Herrscherkrone aufsetzen und sich dafür verhöhnen: „Dann flochten sie einen Kranz aus Dornen; den setzten sie ihm auf und gaben ihm einen Stock in die rechte Hand. Sie fielen vor ihm auf die Knie und verhöhnten ihn, indem sie riefen: Heil dir, König der Juden!“ (Mt 27,29 ).

## Liturgie
Die Leseordnung der heiligen Messe sieht am Christkönigssonntag folgende Texte vor:
|            | 1. Lesung                   | 2. Lesung                | Evangelium         |
| ---------- | --------------------------- | ------------------------ | ------------------ |
| Lesejahr A | Ezechiel 34,11–12 und 15–17 | 1 Kor 15,20–26 und 15,28 | Matthäus 25,31–46  |
| Lesejahr B | Daniel 7,2a und 7,13b–14    | Offenbarung 1,5b–8       | Johannes 18,33b–37 |
| Lesejahr C | 2 Sam 5,1–3                 | Kolosser 1,12–20         | Lukas 23,35–43     |

## Protestantismus
Protestantische Kirchen im englischsprachigen Ausland, die dem englischsprachigen Revised Common Lectionary folgen, haben den Christkönigssonntag in ihren liturgischen Kalender übernommen.
In Deutschland begeht die evangelische Kirche am letzten Sonntag des Kirchenjahres den Ewigkeitssonntag. Sein Thema ist die Hoffnung auf das Himmlische Jerusalem. Das Evangelische Gottesdienstbuch regelt dazu, dass ein lokal üblicher Gedenktag der Entschlafenen („Totensonntag“) den Ewigkeitssonntag nicht verdrängen, sondern in einem separaten Früh-, Predigt- oder Vespergottesdienst begangen werden soll.